# 龚家镇
龚家镇，是中华人民共和国四川省内江市市中区曾经下辖的一个镇。2019年12月，撤销龚家镇，将其所属行政区域划归史家镇管辖。

## 行政区划
龚家镇撤销前下辖以下地区：
社区、太阳村、大梁村、黄连村、桐梓村、侍郎村、狮阳村、汪家洞村、金龟桥村、学堂村和跨虹村。